# Comuna Kopînivți, Muncaci
Kopînivți (în ucraineană Копинівці) este o comună în raionul Muncaci, regiunea Transcarpatia, Ucraina, formată din satele Kopînivți (reședința), Mîkulivți, Rostoveatîțea și Șceaslîve.

## Demografie
Componența lingvistică a comunei Kopînivți
     Ucraineană (99,56%)
     Alte limbi (0,44%)
Conform recensământului din 2001, majoritatea populației comunei Kopînivți era vorbitoare de ucraineană (99,56%), existând în minoritate și vorbitori de alte limbi.